# Хабібулін Микола Іванович
Микола Іванович Хабібулін (рос. Николай Иванович Хабибулин; 13 січня 1973, м. Свердловськ, СРСР) — російський хокеїст, воротар. Заслужений майстер спорту Росії (2002).
Вихованець хокейної школи «Спартаковець» (Єкатеринбург). Виступав за «Автомобіліст» (Свердловськ), «Супутник» (Нижній  Тагіл), ЦСКА (Москва), «Металург» (Сєров), «Рашен Пінгвінс» (ІХЛ), «Спрингфілд Фелконс» (АХЛ), «Вінніпег Джетс», «Фінікс Койотс», «Лонг-Біч Айсдогс» (ІХЛ), «Тампа-Бей Лайтнінг», «Ак Барс» (Казань), «Чикаго Блекгокс», «Едмонтон Ойлерс».
У складі національної збірної Росії учасник учасник зимових Олімпійських ігор 1992 і 2002, учасник Кубку світу 1996. У складі молодіжної збірної Росії учасник чемпіонатів світу 1992 і 1993. У складі юніорської збірної СРСР учасник чемпіонату Європи 1991.
Досягнення
- Олімпійський чемпіон (1992), бронзовий призер (2002)
- Володар Кубка Стенлі (2004)
- Учасник матчу всіх зірок НХЛ (1998, 1999, 2002, 2003).